# Tompa Ernő
Tompa Ernő (álnevei: Fülöp Zoltán, Mező András; Kisbacon, 1930. december 5. – 2011. július 22.) erdélyi magyar agrármérnök, mezőgazdasági szakíró, elbeszélő, újságíró.

## Életútja, munkássága
Középiskolai tanulmányait a sepsiszentgyörgyi Székely Mikó Kollégiumban, illetve annak utódiskolájában végezte (1950). Kolozsváron a Mezőgazdasági Főiskolán szerzett agrármérnöki diplomát (1954). Mérnök, majd főmérnök volt Komollón, Illyefalván, Maksán, Kálnokon, Sepsikőröspatakon; közben 1971–74 között az árkosi Agronómusok Háza tanulmányi szervezője.
Első szakcikke az Előrében 1956-ban, első riportja az Utunkban 1962-ben, humoreszkjei 1956-tól a Falvak Dolgozó Népében, 1969-től főképp a Megyei Tükörben jelentek meg. Külső munkatársa volt a Cimbora c. diáklapnak, főmunkatársa a Piac és Pénz c. gazdasági heti magazinnak (1995–97), szerkesztőbizottsági tagja a Csernátoni Füzeteknek (1991–2000), 1992–2000 között a Háromszék Gazdakör rovatának vezetője. Közéleti és mezőgazdasági cikkei, riportjai és szatirikus karcolatai az Utunk, Brassói Lapok, Előre, Ifjúmunkás, Igaz Szó, Falvak Dolgozó Népe, Jóbarát, A Hét, Fórum, Új Élet, Háromszék, Bécsi Napló, Transsylvania (New York), Romániai Magyar Szó, Megyei Tükör, Erdélyi Gazda hasábjain jelentek meg. Riportokat közölt a marosvásárhelyi és bukaresti rádióban és egyórás videofilm készült vele Orbán Balázs nyomdokain címmel.

## Kötetei
- Kovászna megye (társszerzőkkel, Sepsiszentgyörgy, 1969)
- Állattartástól állattenyésztésig (Féder Zoltán és Pakuts Sándor társszerzőkkel, Sepsiszentgyörgy, 1971)
- Kovászna megye gyógynövényei (társszerzőkkel, Sepsiszentgyörgy, 1973)
- Hajónapló (67 vidám tárca, Sepsiszentgyörgy, 2000)

## Szerkesztései
- Moldvai csángómagyar kalendárium (1992)
- Gazdanaptár (1997)